# Готтліб Геллер
Го́ттліб Ге́ллер (нім. Gottlieb Göller, 31 травня 1935, Нюрнберг — 27 серпня 2004, Базель) — німецький футболіст, що грав на позиції півзахисника. По завершенні ігрової кар'єри — тренер. Відомий за виступами в низці німецьких клубів, зокрема, за клуб «Нюрнберг». Як тренер відомий за роботою зі збірними Того і Нігерія.

## Ігрова кар'єра
Готтліб Геллер дебютував у дорослому футболі 1953 року виступами за команду «Нюрнберг», у якій провів два сезони. Пізніше він грав у низці західнонімецьких клубів, зокрема «Баварія» (Гоф), «Нойштадт», «Пірмазенс» та «Ворматія», аж до закінчення виступів на футбольних полях у 1963 році.

## Кар'єра тренера
У 1972 році Готтліб Геллер уперше очолив тренерський штаб національної збірної Того, з якою брав участь у Кубку африканських націй 1972 року. Пізніше у 1979—1981 роках німецький тренер очолював нігерійський клуб «Джуліус Бергер», у 1981 році нетривалий час також очолював збірну Нігерії. У 1984 році знову очолив збірну Того, з якою брав участь у Кубку африканських націй 1984 року. У 1996 році знову очолив збірну Того, з якою працював до 1997 року. Знову очолив збірну Того в 1999 році, та брав участь у Кубку африканських націй 2000 року, після якого він залишив тренерську діяльність. Помер Готтліб Геллер 27 серпня 2004 у швейцарському Базелі.